# Legends of Tomorrow (1.ª temporada)
A primeira temporada da série de televisão estadunidense Legends of Tomorrow, que é baseada em personagens da DC Comics, estreou na The CW em 21 de janeiro de 2016 e durou 16 episódios até 19 de maio de 2016. A temporada segue um grupo de heróis e vilões que são chamados a viajar no tempo para lutar contra uma ameaça maior. É ambientado no Universo Arrow, compartilhando continuidade com as outras séries de televisão do universo e é um spin-off de Arrow e The Flash. A temporada é produzida pela Berlanti Productions, Warner Bros. Television e DC Entertainment, com Phil Klemmer e Chris Fedak atuando como showrunners.
A temporada foi encomendada em maio de 2015 e as filmagens começaram naquele mês de agosto. A temporada é estrelada por Victor Garber, Brandon Routh, Arthur Darvill, Caity Lotz, Franz Drameh, Ciara Renée, Falk Hentschel, Amy Pemberton, Dominic Purcell e Wentworth Miller. A série foi renovada para uma segunda temporada em 11 de março de 2016.

## Episódios
| N.º na série | N.º na temp. | Título                                              | Dirigido por       | Escrito por                                                                             | Exibição original       | Audiência (milhões) |
| --- | ------------ | --------------------------------------------------- | ------------------ | --------------------------------------------------------------------------------------- | ----------------------- | ------------------- |
| 1 | 1            | "Pilot, Part 1" "(Piloto, Parte 1)" (BR)            | Glen Winter        | Greg Berlanti & Marc Guggenheim & Andrew Kreisberg & Phil Klemmer                       | 21 de janeiro de 2016   | 3.21                |
| No ano de 2166, Vandal Savage conseguiu conquistar todo o planeta. Em uma tentativa de salvar a humanidade, o viajante do tempo Rip Hunter viaja para o ano de 2016 para organizar um grupo de super heróis e supervilões para formar uma equipe de elite para parar Savage: Ray Palmer, Sara Lance, Jefferson "Jax" Jackson, Dr. Martin Stein, Mick Rory, Leonard Snart, Carter Hall, e Kendra Saunders. Juntos, este grupo inesperado tentará parar um dos vilões mais formidáveis de todos os tempos, ao mesmo tempo em que aprendem não apenas a ser um time, mas também heróis. |              |                                                     |                    |                                                                                         |                         |                     |
| 2 | 2            | "Pilot, Part 2" "(Piloto, Parte 2)" (BR)            | Glen Winter        | Phil Klemmer & Marc Guggenheim e Greg Berlanti & Andrew Kreisberg                       | 28 de janeiro de 2016   | 2.89                |
| Após receber uma pista sobre o paradeiro de Vandal Savage, o time se infiltra em um acordo de munições tendo o professor Stein como líder. Cercados pelos criminosos mais durões do mundo, as coisas logo saem do controle, já que Savage percebe que eles não fazem parte dali. Uma grande luta se desenrola e um pedaço do traje de Atom se desprende, caindo nas mãos erradas, algo que possui o potencial de causar consequências desastrosas no futuro. Stein percebe que a melhor forma de recuperar a parte perdida é entrar em contato com um homem brilhante — sua versão mais jovem. Ele, Sara e Jax vão atrás do jovem Martin Stein, para a consternação de Rip. Ao mesmo tempo, Snart e Rory planejam roubar um elemento chave para derrotar Savage, mas os membros do time continuam inseguros com a dupla, o que leva Ray e acompanhá-los na missão. Já Carter ajuda Kendra a relembrar de algo vital. |              |                                                     |                    |                                                                                         |                         |                     |
| 3 | 3            | "Blood Ties" "(Laços de Sangue)" (BR)               | Dermott Downs      | Marc Guggenheim & Chris Fedak                                                           | 4 de fevereiro de 2016  | 2.32                |
| Rip decide enfraquecer Vandal Savage indo atrás de seus bens financeiros. Rip e Sara se infiltram no banco de Savage, mas são descobertos pelos homens do vilão. Enquanto isso, Snart e Rory convencem Jax a levar a nave de volta a Central City para que eles possam roubar uma valiosa esmeralda. Já Stein guia Ray em uma perigosa missão. |              |                                                     |                    |                                                                                         |                         |                     |
| 4 | 4            | "White Knights" "(Cavaleiros Brancos)" (BR)         | Antonio Negret     | Sarah Nicole Jones & Phil Klemmer                                                       | 7 de fevereiro de 2016  | 2.39                |
| Vandal Savage recua para a Cortina de Ferro no começo dos anos 80 e, como consequência, uma série de cientistas nucleares começam a desaparecer misteriosamente. O time segue o rastro de Vandal até o coração da União Soviética em uma tentativa de encontrar próximo alvo do vilão. Ray tenta se aproximar de uma linda cientista soviética, Valentina Vostock, na esperança de descobrir o próximo passo do inimigo. Valentina o rejeita, cabendo a Snart partir para a ação. Já Stein pressiona Jax a ser melhor, o que deixa o jovem frustrado e, em última instância, ameaça a matriz Nuclear. Para completar, Rip pede a Sara para treinar Kendra. |              |                                                     |                    |                                                                                         |                         |                     |
| 5 | 5            | "Fail-Safe" "(Segurança-Falha)" (BR)                | Dermott Downs      | Beth Schwartz & Grainne Godfree                                                         | 18 de fevereiro de 2016 | 2.25                |
| Após alguns dos membros do time serem capturados e jogados em uma jaula durante o auge da Guerra Fria, em 1986, Snart arquiteta um elaborado plano de fuga para libertar seu camaradas. Ao mesmo tempo, Rip dá a Sara uma missão secreta a realizar durante a ação, algo que pode se tornar não apenas um risco, mas algo fatal para o grupo. |              |                                                     |                    |                                                                                         |                         |                     |
| 6 | 6            | "Star City 2046" "(Star City 2046)" (BR)            | Steve Shill        | Marc Guggenheim & Ray Utarnachitt                                                       | 25 de fevereiro de 2016 | 2.47                |
| Um problema de funcionamento envia a nave para o ano de 2046, em Star City, no qual nossos heróis se deparam com uma versão surpreendente do próprio futuro — nela, eles nunca pararam Savage ou retornaram para casa. A cidade está em ruínas e tomada pelos criminosos, o que empolga Rory. Já Sara fica desanimada com a destruição de sua casa e se surpreende ainda mais ao descobrir o que aconteceu a seu velho amigo, Oliver Queen. |              |                                                     |                    |                                                                                         |                         |                     |
| 7 | 7            | "Marooned" "(Abandonados)" (BR)                     | Gregory Smith      | Anderson Mackenzie & Phil Klemmer                                                       | 3 de março de 2016      | 2.28                |
| Após receber uma chamada de socorro vinda de outra nave temporal presa no espaço, Rip decide responder ao pedido a fim de usar o computador da outra embarcação para procurar Savage. O time suspeita do caso e o alerta de que isso pode ser uma armadilha, mas ele segue em frente com seu plano. Em última instância, descobrimos que o grupo estava certo e que eles devem lutar contra piratas do tempo. Com boa parte do time capturado, cabe ao professor Stein resgatá-los. |              |                                                     |                    |                                                                                         |                         |                     |
| 8 | 8            | "Night of the Hawk" "(A Noite do Gavião)" (BR)      | Joe Dante          | Sarah Nicole Jones & Cortney Norris                                                     | 10 de março de 2016     | 2.01                |
| A equipe rastreia Savage até uma pequena cidade no Oregon durante a dácada de 1950. Ao chegarem, eles descobrem que uma recente série de assassinatos ocorrerram, e eles suspeitam que Savage esteja envolvido. Professor Stein e Sara entram disfarçados em um hospital psiquiátrico, onde Savage está trabalhando como um médico, para descobrir o seu plano. Lá, Sara conhece uma enfermeira chamada Lindsay. Enquanto isso, Ray e Kendra fingem ser um casal para ganhar a confiança do bairro, mas um casal interracial nos anos 50 não é algo que passa despercebido. E logo, Savage aparece à porta deles. |              |                                                     |                    |                                                                                         |                         |                     |
| 9 | 9            | "Left Behind" "(Deixados Para Trás)" (BR)           | John F. Showalter  | Beth Schwartz & Grainne Godfree                                                         | 31 de março de 2016     | 1.97                |
| Ray, Sara e Kendra ficam chocados depois de ver a nave ir embora sem eles, deixando-os presos nos anos 50. Depois de esperar meses pelo retorno de seus companheiros de equipe, os três percebem que devem seguir em frente com suas vidas. Ray e Kendra se estabelecem como um casal, mas Sara decide voltar para a Liga dos Assassinos e para Ra's al Ghul. |              |                                                     |                    |                                                                                         |                         |                     |
| 10 | 10           | "Progeny" "(Descendência)" (BR)                     | David Geddes       | Phil Klemmer & Marc Guggenheim                                                          | 7 de abril de 2016      | 1.88                |
| Rip diz à equipe que eles estão indo para o futuro para eliminar um poderoso aliado que Savage precisa para conquistar o mundo. No entanto, quando Rip revela que o aliado de Savage é ainda um menino de 14 anos que irá crescer em um ditador do mal, a equipe fica dividida sobre matar uma criança, mesmo que seja para salvar o mundo. Enquanto isso, Sara ajuda Snart a passar por uma fase difícil, e Ray descobre algo que poderia impactar seu futuro com Kendra. |              |                                                     |                    |                                                                                         |                         |                     |
| 11 | 11           | "The Magnificent Eight" "(Os Oito Magníficos)" (BR) | Thor Freudenthal   | História por : Greg Berlanti & Marc Guggenheim Roteiro por : Marc Guggenheim            | 12 de abril de 2016     | 1.98                |
| Quando a equipe precisa de um lugar para se esconder, Rip define o rumo para o Velho Oeste. Na chegada, eles começam uma briga com uma gangue de bandidos, colocando a pequena cidade em perigo. Felizmente, um velho amigo de Rip, Jonah Hex, entra em cena para salvá-los. |              |                                                     |                    |                                                                                         |                         |                     |
| 12 | 12           | "Last Refuge" "(Último Refúgio)" (BR)               | Rachel Talalay     | Chris Fedak & Matthew Maala                                                             | 21 de abril de 2016     | 1.78                |
| A equipe é alvo da Peregrina, uma assassina mortal que quer eliminar as lendas da linha do tempo, matando as suas versões mais jovens. Como medida preventiva de proteção, Rip decide que Sara, Snart, Rory, Professor Stein e Jax precisam sequestrar seus "eus" passados antes que a Peregrina chegue a eles. Ficar cara-a-cara com as versões mais jovens de si mesmos acaba se tornando um desafio físico e emocional para certos membros da equipe que prefeririam esquecer o passado. Rip diz que ele tem um lugar seguro para a sua preciosa carga – um orfanato que cria futuros Mestres do Tempo em que ele cresceu. |              |                                                     |                    |                                                                                         |                         |                     |
| 13 | 13           | "Leviathan" "(Leviatã)" (BR)                        | Gregory Smith      | Sarah Nicole Jones & Ray Utarnachitt                                                    | 28 de abril de 2016     | 1.86                |
| Rip leva a equipe para Londres no ano de 2166, três meses antes de sua família ser morta. Ele acredita que este seja a última oportunidade de parar Savage, que, infelizmente, está no auge de seu poder. No entanto, a equipe descobre dois elementos-chave para derrotá-lo - a filha de Savage e uma maneira de matar Savage de uma vez por todas. |              |                                                     |                    |                                                                                         |                         |                     |
| 14 | 14           | "River of Time" "(Rio do Tempo)" (BR)               | Alice Troughton    | Cortney Norris & Anderson Mackenzie                                                     | 5 de maio de 2016       | 1.63                |
| Após inúmeras tentativas em várias épocas de tempo diferentes, a equipe finalmente capturou Vandal Savage. No entanto, Savage conta para Kendra que ele pode reuni-la com Carter e ela considera se deve ou não matá-lo. Rip decide que vai entregar Savage aos Mestres do Tempo, que Snart e Rory não concordam plenamente. A dupla decide que esta pode ser hora de deixar a equipe e voltar para sua antiga vida. Enquanto isso, Savage provoca Ray sobre o seu lugar na vida de Kendra. |              |                                                     |                    |                                                                                         |                         |                     |
| 15 | 15           | "Destiny" "(Destino)" (BR)                          | Olatunde Osunsanmi | História por : Marc Guggenheim Roteiro por : Phil Klemmer & Chris Fedak                 | 12 de maio de 2016      | 1.89                |
| O fato de estarem nas imediações dos Mestres do Tempo deixa Rip e Rory muito perturbados por razões bem diferentes. Enquanto isso, Sara assume o comando da nave, Kendra se reúne com Carter, e Snart decide que pode ser um herói. |              |                                                     |                    |                                                                                         |                         |                     |
| 16 | 16           | "Legendary" "(Lendários)" (BR)                      | Dermott Downs      | História por : Greg Berlanti & Chris Fedak Roteiro por : Phil Klemmer & Marc Guggenheim | 19 de maio de 2016      | 1.85                |
| Após os inúmeros sacrifícios que a equipe tem feito desde o início, Rip decide que é hora de cada um deles decidir o seu próprio destino e retornar para Central City poucos meses depois de terem deixado a cidade. Retornando às suas vidas normais, cada membro da equipe deve decidir individualmente se eles estão dispostos a sacrificar tudo para salvar o mundo. Enquanto isso, Sara visita seu pai, que traz algumas notícias devastadoras sobre sua irmã. |              |                                                     |                    |                                                                                         |                         |                     |

## Elenco e personagens
| - Victor Garber como Martin Stein / Nuclear - Brandon Routh como Ray Palmer / Átomo - Arthur Darvill como Rip Hunter - Caity Lotz como Sara Lance / Canário Branco - Franz Drameh como Jefferson Jackson / Nuclear - Ciara Renée como Kendra Saunders / Mulher-Gavião - Falk Hentschel como Carter Hall / Gavião Negro - Amy Louise Pemberton como Gideon - Dominic Purcell como Mick Rory / Onda Térmica - Wentworth Miller como Leonard Snart / Capitão Frio | - Casper Crump como Vandal Savage - Martin Donovan como Zaman Druce |

### Convidados
- Stephen Amell como Oliver Queen / Arqueiro Verde[17] e Oliver Queen / Arqueiro Verde (Terra-16)
- Katie Cassidy como Laurel Lance / Canário Negro[18]
- Peter Francis James como Aldus Boardman[19]
- Neal McDonough como Damien Darhk[20]
- Jason Beaudoin como Lewis Snart [21]
- Stephanie Corneliussen como Valentina Vostok[22]
- Carlos Valdes como Cisco Ramon / Vibro[23]
- Joseph David-Jones como John Diggle Jr. / Arqueiro Verde (Terra-16)[24]
- Jamie Andrew Cutler como Grant Wilson / Exterminador (Terra-16)[25]
- Ali Liebert como Lindsay Carlisle[26]
- Melissa Roxburgh como Betty Seaver[27]
- Matthew Nable como Ra's al Ghul[28]
- Milli Wilkinson como Talia al Ghul[29]
- Cory Grüter-Andrew como Per Degaton[30]
- Jewel Staite como Bryce[31]
- Johnathon Schaech como Jonah Hex[32]
- Faye Kingslee como The Pilgrim[33]
- Paul Blackthorne como Quentin Lance[34]
- Celia Imrie como Mary Xavier[35]
- Jessica Sipos como Cassandra Savage[36]
- Emily Bett Rickards como Felicity Smoak[37]
- Isabella Hofmann como Clarissa Stein[38]
- Katrina Law como Nyssa al Ghul[39]
- Patrick J. Adams como Rex Tyler / Homem-Hora[40]

## Produção

### Desenvolvimento
Em janeiro de 2015, o co-criador Greg Berlanti afirmou que havia "muito cedo" conversas preliminares para uma série spin-off adicional centrada em Ray Palmer / Átomo (Brandon Routh), de Arrow e The Flash. Em fevereiro de 2015, foi relatado que uma série spin-off, descrita como um show de super-heróis, estava em discussão pela The CW para um possível lançamento no meio da temporada de 2015-16. Berlanti, Andrew Kreisberg, Marc Guggenheim e Sarah Schechter seriam os produtores executivos. A série potencial seria encabeçada por vários personagens recorrentes de Arrow e The Flash, incluindo Palmer, Leonard Snart (Wentworth Miller) e Martin Stein (Victor Garber). Caity Lotz também foi mencionada como parte do elenco principal. Haveria potencial para outros personagens Arrow / The Flash passarem para a nova série, e a série estaria escalando "três personagens principais da DC Comics que nunca apareceram em uma série de TV".
Em março de 2015, Stephen Amell, que interpreta Oliver Queen / Arqueiro Verde em Arrow, confirmou que a série iria ao ar no meio da temporada 2015-16. Além disso, Kreisberg afirmou que mais seria revelado sobre a natureza da série até o final da terceira temporada de Arrow, especificamente porque Lotz está programada para aparecer, dado que sua personagem anterior, Sara, foi morta no início da terceira temporada de Arrow. Berlanti também afirmou que havia uma razão particular para a outra metade de Nuclear - Ronnie Raymond (Robbie Amell), como visto em The Flash - não ser mencionada no anúncio inicial do elenco. Sobre o propósito da série, Berlanti disse que foi projetada para ser "mais semelhante aos nossos episódios de crossover, onde você sente aquele 'evento', mas o tempo todo. Para nós, em primeiro lugar, com todos os [nossos programas ], é sobre 'como é isso?' Porque não queremos apenas fazer isso." Ele também revelou que os produtores estavam se concentrando em "garantir que o vilão que temos na série também seja diferente ... outro grande personagem que ainda não foi usado." Também em março, Dominic Purcell foi revelou estar reprisando seu papel como Onda Térmica na série, e Blake Neely, compositor de Arrow e The Flash, serviria como compositor. No final do mês, Arthur Darvill foi escalado como Rip Hunter, enquanto Ciara Renée foi escalado como Kendra Saunders / Mulher-Gavião.Em abril de 2015, em um artigo da Variety no recente evento da MipTV, ele observou que o título da série seria Legends of Tomorrow, apesar de ainda não ser confirmado pelos envolvidos com a série. Também no mês, Franz Drameh foi escalado como Jefferson Jackson. Keiynan Lonsdale, que viria a interpretar Wally West / Kid Flash como regular na terceira temporada, tinha originalmente feito o teste para este papel. Amy Pemberton foi escolhida para dar voz a Gideon, a inteligência artificial do Waverider.
Em maio de 2015, Garber disse que The CW ficou impressionado com o que foi mostrado a eles, dando ao projeto uma ordem direta para a série. A rede confirmou oficialmente o pedido da série em 7 de maio de 2015, bem como o título oficial, DC's Legends of Tomorrow. No final do mês, foi confirmado que Lotz iria reprisar seu papel como Sara Lance, que tomaria o nome de Canário Branco, bem como revelaria o antagonista como Vandal Savage. Em junho de 2015, foi anunciado que Phil Klemmer havia se tornado o showrunner da série, bem como produtor executivo; Chris Fedak atua como produtor executivo e co-showrunner com Klemmer. Em agosto de 2015, Casper Crump foi escalado como Savage, e Falk Hentschel como Carter Hall / Gavião Negro. Embora inicialmente anunciado como um membro regular do elenco, Hentschel foi creditado como uma estrela convidada por suas aparições em episódios que foram ao ar após o segundo episódio da temporada. Em janeiro de 2016, Martin Donovan foi escalado como mentor de Rip Hunter, Zaman Druce, um Time Master.

### Filmagens
Em maio de 2015, Garber revelou que as filmagens começariam em agosto de 2015, para uma estreia em janeiro de 2016. A série filmou uma apresentação para o showcase inicial da rede, que foi filmado ao longo de uma noite, e dirigido pelo diretor veterano de Arrow e The Flash, Dermott Downs. As filmagens da série começaram em 9 de setembro de 2015, em Vancouver, Columbia Britânica. O diretor / produtor Glen Winter discutiu em uma entrevista de janeiro de 2016 à Comic Book Resources o processo de filmagem dos elementos-chave do piloto da série,
A nova faceta de Legends é que não há [ator] número 1 na lista de chamadas. Existem sete ou oito pistas. Para mim, essa foi a parte intimidante. Eu não estava tão preocupado com a ação e o tom quanto estava em discutir todas essas personalidades e descobrir como todas elas funcionam juntas. Ou como filmar uma cena com oito pessoas no Waverider, dia após dia.
Ele afirmou sobre o estilo da série de filmar no local, em oposição a filmar predominantemente em um estúdio,
Como é típico de qualquer piloto, na maioria das vezes você vai filmar mais no local. Porque você não sabe necessariamente se vai ter um show que foi escolhido, eles não querem investir muito dinheiro em infraestrutura, então você acaba filmando mais no local. O único conjunto que foi construído foi o Waverider. Dito isso, como sabíamos que havia uma pickup para o show, não era um piloto convencional. Todos os recursos de construção foram para o Waverider. Isso continua na série. Eu não acho que eles tendem a construir muito. Acho que eles tendem a se adaptar aos locais porque há muitas viagens no tempo e muitas eras a serem criadas.

## Lançamento

### Exibição
A temporada começou a ser exibida em 21 de janeiro de 2016 na The CW nos Estados Unidos, e foi concluída em 19 de maio de 2016. A estreia da série foi precedida de uma exibição especial em 19 de janeiro de 2016, intitulada "DC's Legends of Tomorrow: Their Time Is Now". Apresentava as histórias de origem dos heróis e vilões da temporada, bem como clipes de programas e entrevistas.

### Mídia doméstica
A temporada foi lançada em Blu-ray em 23 de agosto de 2016.

## Recepção

### Audiência
| №  | Título                  | Exibição original       | Rating/share (18–49) | Audiência (em milhões) | DVR (18–49) | Audiência em DVR (milhões) | Total (18–49) | Audiência total (em milhões) |
| -- | ----------------------- | ----------------------- | -------------------- | ---------------------- | ----------- | -------------------------- | ------------- | ---------------------------- |
| 1  | "Pilot, Part 1"         | 21 de janeiro de 2016   | 1.2/4                | 3.21                   | 0.9         | 2.03                       | 2.1           | 5.24                         |
| 2  | "Pilot, Part 2"         | 28 de janeiro de 2016   | 1.1/3                | 2.89                   | 0.8         | 1.64                       | 1.9           | 4.54                         |
| 3  | "Blood Ties"            | 4 de fevereiro de 2016  | 0.9/3                | 2.32                   | 0.7         | 1.63                       | 1.6           | 3.95                         |
| 4  | "White Knights"         | 11 de fevereiro de 2016 | 0.9/3                | 2.39                   | 0.6         | 1.40                       | 1.5           | 3.80                         |
| 5  | "Fail-Safe"             | 18 de fevereiro de 2016 | 0.8/3                | 2.25                   | 0.7         | 1.47                       | 1.5           | 3.71                         |
| 6  | "Star City 2046"        | 25 de fevereiro de 2016 | 0.9/3                | 2.47                   | 0.7         | 1.41                       | 1.6           | 3.88                         |
| 7  | "Marooned"              | 3 de março de 2016      | 0.9/3                | 2.28                   | N/A         | 1.32                       | N/A           | 3.60                         |
| 8  | "Night of the Hawk"     | 10 de março de 2016     | 0.7/2                | 2.01                   | 0.6         | 1.21                       | 1.3           | 3.23                         |
| 9  | "Left Behind"           | 31 de março de 2016     | 0.7/2                | 1.97                   | 0.5         | 1.17                       | 1.2           | 3.14                         |
| 10 | "Progeny"               | 7 de abril de 2016      | 0.7/3                | 1.88                   | 0.6         | 1.23                       | 1.3           | 3.23                         |
| 11 | "The Magnificent Eight" | 14 de abril de 2016     | 0.7/3                | 1.98                   | 0.5         | 1.19                       | 1.2           | 3.19                         |
| 12 | "Last Refuge"           | 21 de abril de 2016     | 0.6/2                | 1.78                   | 0.6         | 1.22                       | 1.2           | 3.00                         |
| 13 | "Leviathan"             | 28 de abril de 2016     | 0.7/2                | 1.86                   | 0.6         | 1.33                       | 1.3           | 3.19                         |
| 14 | "River of Time"         | 5 de maio de 2016       | 0.6/2                | 1.63                   | 0.5         | 1.15                       | 1.1           | 2.78                         |
| 15 | "Destiny"               | 12 de maio de 2016      | 0.7/3                | 1.89                   | 0.5         | 1.18                       | 1.2           | 3.08                         |
| 16 | "Legendary"             | 19 de maio de 2016      | 0.7/3                | 1.85                   | 0.5         | 1.28                       | 1.2           | 3.13                         |

### Resposta Crítica
O piloto foi bem avaliado quanto ao seu potencial. Russ Burlingame da ComicBook.com elogiou dizendo: "A série oferece um piloto nítido e agradável que é indiscutivelmente o mais atraente e divertido de qualquer um dos programas de super-heróis da safra atual." Jesse Schedeen do IGN deu a primeira parte do episódio piloto 7,7 / 10, elogiando o "escopo épico" do show, "dinâmica do personagem divertido" e a performance de Arthur Darvill; e deu à segunda parte do piloto 8,4 / 10, dizendo que "melhorou em seu episódio do segundo ano graças à grande dinâmica do personagem e ação do super-herói". No entanto, a avaliação do site Rotten Tomatoes deu para a temporada um índice de 65% de aprovação dos críticos e com uma classificação média de 6,42/10 baseado em 36 comentários. O consenso do site disse: "Efeitos extravagantes, nostalgia de quadrinhos e um elenco atraente ajudam a mantê-lo à tona, mas Legends of Tomorrow da DC sofre de um elenco sobrecarregado de personagens que contribuem para uma tela lotada de distração."ref>«DC's Legends of Tomorrow: Season 1 (2016)». Rotten Tomatoes. Fandango. Consultado em 8 de novembro de 2018. Cópia arquivada em 8 de novembro de 2018</ref> O Metacritic, que usa uma média ponderada, atribuíu uma pontuação de 58 / 100 baseado em 22 críticas, indicando "avaliações mistas ou médias".
Revendo a temporada como um todo, Schedeen disse: "É interessante ver onde Legends of Tomorrow terminou sua primeira temporada em relação a onde começou. No início, o ritmo lento do programa fez com que ficasse para trás de The Flash e Arrow. Mas o programa eventualmente encontrou sua voz e conseguiu terminar com uma nota mais forte do que qualquer uma de suas séries irmãs. Mesmo nas semanas em que o drama romântico sem sentido ou o conflito com Vandal Savage não inspirou muita emoção, a dinâmica memorável do personagem tornou este show uma alegria para assistir." JC Macek III do PopMatters disse:" Embora não sem suas falhas, Legends of Tomorrow é bom demais para ser ignorado. Há grandes surpresas em cada episódio, mas a maior surpresa é que a primeira temporada na verdade é uma show realmente bom."

### Prêmios e indicações
| Ano  | Prêmio          | Categoria                                                        | Nomeado(s)          | Resultado | Ref.   |
| ---- | --------------- | ---------------------------------------------------------------- | ------------------- | --------- | ------ |
| 2016 | Saturn Awards   | Best Superhero Adaption Television Series                        | Legends of Tomorrow | Indicado  | [ 94 ] |
| 2016 | The Joey Awards | Young Actor in a TV Series Featured Role 6–10 Years              | Glen Gordon         | Venceu    | [ 95 ] |
| 2016 | The Joey Awards | Young Actor in an Action TV Series Guest Starring/Principal Role | Aiden Longworth     | Indicado  | [ 95 ] |
| 2016 | The Joey Awards | Young Actor in an Action TV Series Guest Starring/Principal Role | Cory Gruter-Andrew  | Indicado  | [ 95 ] |
| 2016 | The Joey Awards | Young Actor in an Action TV Series Guest Starring/Principal Role | Mitchell Kummen     | Venceu    | [ 95 ] |
| 2016 | The Joey Awards | Young Actor in a TV Series Recurring Role 6–9 Years              | Kiefer O'Reilly     | Venceu    | [ 95 ] |